# Fundacija Wikimedia
Fundacija Wikimedia (izvirno angleško Wikimedia Foundation, Inc., s kratico WMF) je ameriška dobrodelna organizacija s sedežem v San Franciscu, Kalifornija, ZDA, ki se ukvarja z zbiranjem in razvojem izobraževalnih gradiv ter njihovim razširjanjem po vsem svetu. Deluje kot krovna organizacija za sestrske projekte Wikipedija, Wikiknjige, Wikinavedek, Wikinovice, Wikipodatki, Wikipotovanje, Wikislovar, Wikiverza, Wikivir, Wikivrste, Wikimedijina zbirka, Meta-Wiki in nekaj manjših.
Organizacijo je 20. junija 2003 ustanovil soustanovitelj Wikipedije Jimmy Wales za upravljanje Wikipedije, ki je zaradi priljubljenosti postala preveliko breme za njegovo podjetje Bomis, in njene predhodnice, danes opuščene Nupedie. Prosta spletna enciklopedija Wikipedija je še danes najbolj znan Wikimedijin projekt, s spletno stranjo, ki je ena od desetih najbolj obiskanih spletnih strani na svetu. Vloga Fundacije je omejena na zagotavljanje infrastrukture za delovanje projektov; nadzor nad vsebino vrši skupnost uporabnikov vsakega projekta, ki s samo Fundacijo nima formalne povezave.
Od leta 2019 je Fundacija članica organizacije World Wide Web Consortium, ki razvija standarde za svetovni splet.

## Organiziranost
Organizirana je v skladu z zakonodajo ameriške zvezne države Floride, kjer je imela prvi sedež.
Funkcije so v prvih letih obstoja zasedali samo prostovoljci. Leta 2005 sta bila stalno zaposlena samo dva uslužbenca, koordinator Danny Wool in menedžer razvoja programske opreme Brion Vibber. Avgusta 2016 je imela okrog 280 zaposlenih na čelu z izvršno direktorico Katherine Maher. Upravo predstavlja desetčlanski odbor zaupnikov (Board of Trustees), poleg tega pa ima še svetovalni odbor (Advisory Board).
Za pokrivanje stroškov se Fundacija zanaša skoraj izključno na donacije, čeprav bi lahko samo Wikipedija s prodajo oglasnega prostora po ocenah analitikov prinesla letno več sto milijonov USD prihodkov.